# Heimertingen
Heimertingen – miejscowość i gmina w Niemczech, w kraju związkowym Bawaria, w rejencji Szwabia, w regionie Donau-Iller, w powiecie Unterallgäu, wchodzi w skład wspólnoty administracyjnej Boos. Leży w Szwabii, około 25 km na zachód od Mindelheimu, nad rzeką Iller, przy drodze B300 i linii kolejowej Oberstdorf – Ulm.

## Demografia
| Rok  | Liczba mieszk. |
| ---- | -------------- |
| 1970 | 1300           |
| 1987 | 1406           |
| 2000 | 1654           |
| 2005 | 1713           |

## Polityka
Wójtem gminy jest Jürgen Schalk(Heimertinger Liste), rada gminy składa się z 12 osób.
|      | Heimertinger Liste | Razem |
| 2008 | 12                 | 12    |
| 2002 | 12                 | 12    |